# Echinopsis clavata
Echinopsis clavata är en kaktusväxtart som först beskrevs av Friedrich Ritter, och fick sitt nu gällande namn av David Richard Hunt. Echinopsis clavata ingår i släktet Echinopsis och familjen kaktusväxter. Inga underarter finns listade i Catalogue of Life.